# Kloštar
Kloštar (en italien : San Michele di Leme) est une localité de Croatie située en Istrie, dans la municipalité de Vrsar, dans le comitat d'Istrie. En 2001, la localité comptait 42 habitants.

## Démographie
| 1948 | 1953 | 1961 | 1971 | 1981 | 1991 | 2001 |
| ---- | ---- | ---- | ---- | ---- | ---- | ---- |
| 92   | 73   | 61   | 48   | 46   | 40   | 42   |